# بيلي بيرسون
بيلي بيرسون (بالإنجليزية: Billy Pearson)‏ هو فارس أمريكي، ولد في 19 مايو 1920 في شيكاغو في الولايات المتحدة، وتوفي في 28 نوفمبر 2002.

## وصلات خارجية
- بيلي بيرسون على موقع IMDb (الإنجليزية)
- بيلي بيرسون على موقع قاعدة بيانات الفيلم (الإنجليزية)